# Ричмонд (Јута)
Ричмонд (енгл. Richmond) град је у америчкој савезној држави Јута.

## Демографија
По попису из 2010. године број становника је 2.470, што је 419 (20,4%) становника више него 2000. године.
| Група             | 2000.         | 2010.         |
| Белци             | 1.984 (96,7%) | 2.304 (93,3%) |
| Афроамериканци    | 4 (0,2%)      | 9 (0,4%)      |
| Азијати           | 4 (0,2%)      | 3 (0,1%)      |
| Хиспаноамериканци | 51 (2,5%)     | 115 (4,7%)    |
| Укупно            | 2.051         | 2.470         |